# Goniurosaurus gezhi
Goniurosaurus gezhi — вид геконоподібних ящірок родини еублефарових (Eublepharidae). Описаний у 2020 році.

## Поширення
Ендемік Китаю. Поширений у провінції Гуансі.

## Опис
Тіло завдовжки 7-8,3 см. Забарвлення тіла складається з помаранчевих, жовтих та чорних смуг. Хвіст чорний з 5 білими поперечними смугами.